# Enrique Barzola
Enrique Barzola (Lima, 28 de abril de 1989) é um lutador peruano de artes marciais mistas que atualmente compete na categoria peso-pena do Ultimate Fighting Championship. Ele é o vencedor do The Ultimate Fighter: América Latina 2.

## Vida Pessoal
Barzola nasceu em Lima, Perú. Ele era designer gráfico e estudava arquitetura antes de se dedicar ao MMA.

## Carreira no MMA

### Ultimate Fighting Championship
Barzola fez sua estreia no UFC em 21 de Novembro de 2015 no TUF América Latina 2 Finale. Ele enfrentou Horacio Gutierrez na final do The Ultimate Fighter: Latin America 2. Barzola venceu via decisão unânime. (30-27, 30-27, 30-27).
Ele enfrentou Kyle Bochniak em 2 de agosto de 2016 no UFC on Fox: Maia vs. Condit. Ele perdeu via decisão dividida.
Barzola enfrentou Chris Avila em 5 de novembro de 2016 no The Ultimate Fighter: América Latina 3 Finale. Ele venceu via decisão unânime.
Em 13 de Maio de 2017 ele enfrentou Gabriel Benítez no UFC 211. Barzola venceu via decisão unânime.
Barzola enfrentou Matt Bessette em 20 de Janeiro de 2018 no UFC 220. Barzola venceu via decisão unânime.
Barzola enfrentou Brandon Davis em 19 de maio de 2018 no UFC Fight Night 129. Ele venceu via decisão unânime.
Barzola enfrentou Kevin Aguilar em 30 de março de  2019 no UFC on ESPN: Barboza vs. Gaethje. Ele perdeu por decisão unânime.
Barzola enfrentou Bobby Moffett em 10 de agosto de 2019 no UFC Fight Night: Shevchenko vs. Carmouche 2. Ele venceu via decisão dividida.
Barzola enfrentou Movsar Evloev em 26 de outubro de 2019 no UFC Fight Night: Maia vs. Askren. Ele perdeu via decisão unânime.

## Cartel no MMA
| Cartel no MMA   |             |            |
| 23 lutas        | 16 vitórias | 5 derrotas |
| Por nocaute     | 4           | 0          |
| Por finalização | 4           | 0          |
| Por decisão     | 8           | 5          |
| Empates         | 2           | 2          |

| Res.    | Cartel | Oponente                  | Método                  | Evento                                      | Data       | Round | Tempo | Local                      | Notas                                                      |
| ------- | ------ | ------------------------- | ----------------------- | ------------------------------------------- | ---------- | ----- | ----- | -------------------------- | ---------------------------------------------------------- |
| Empate  | 16-5-2 | Rani Yahya                | Empate (majoritário)    | UFC Fight Night: Lee vs. Oliveira           | 14/03/2020 | 3     | 5:00  | Brasília                   | Estreia nos Galos.                                         |
| Derrota | 16–5–1 | Movsar Evloev             | Decisão (unânime)       | UFC Fight Night: Maia vs. Askren            | 26/10/2019 | 3     | 5:00  | Kallang                    |                                                            |
| Vitória | 16–4–1 | Bobby Moffett             | Decisão (dividida)      | UFC Fight Night: Shevchenko vs. Carmouche 2 | 10/08/2019 | 3     | 5:00  | Montevideo                 |                                                            |
| Derrota | 15–4–1 | Kevin Aguilar             | Decisão (unânime)       | UFC on ESPN: Barboza vs. Gaethje            | 30/03/2019 | 3     | 5:00  | Philadelphia, Pennsylvania |                                                            |
| Vitória | 15–3–1 | Brandon Davis             | Decisão (unânime)       | UFC Fight Night: Maia vs. Usman             | 19/05/2018 | 3     | 5:00  | Santiago                   |                                                            |
| Vitória | 14–3–1 | Matt Bessette             | Decisão (unânime)       | UFC 220: Miocic vs. Ngannou                 | 20/01/2018 | 3     | 5:00  | Boston, Massachusetts      |                                                            |
| Vitória | 13–3–1 | Gabriel Benítez           | Decisão (unânime)       | UFC 211: Miocic vs. dos Santos II           | 13/05/2017 | 3     | 5:00  | Dallas, Texas              |                                                            |
| Vitória | 12–3–1 | Chris Avila               | Decisão (unânime)       | UFC Fight Night: dos Anjos vs. Ferguson     | 05/11/2016 | 3     | 5:00  | Cidade do México           |                                                            |
| Derrota | 11–3–1 | Kyle Bochniak             | Decisão (dividida)      | UFC on Fox: Maia vs. Condit                 | 27/08/2016 | 3     | 5:00  | Vancouver                  | Volta aos penas.                                           |
| Vitória | 11–2–1 | Horacio Gutierrez         | Decisão (unânime)       | TUF América Latina 2 Finale                 | 21/11/2015 | 3     | 5:00  | Monterrey                  | Ganhou o The Ultimate Fighter: América Latina 2 nos leves. |
| Vitória | 10–2–1 | Fernando Perez            | Nocaute técnico (socos) | Peru Fighting Championship 18               | 06/09/2014 | 2     | 4:36  | Lima                       |                                                            |
| Derrota | 9–2–1  | Martin Mollinedo          | Decisão (unânime)       | Fusion Fighting Championship 9              | 16/07/2014 | 3     | 5:00  | Lima                       |                                                            |
| Vitória | 8–2–1  | Manuel Meza               | Decisão (unânime)       | Inka FC 26                                  | 24/05/2014 | 3     | 5:00  | Lima                       |                                                            |
| Vitória | 8–1–1  | Humberto Bandenay         | Finalização (mata leão) | Inka FC 25                                  | 16/04/2014 | 2     | 1:48  | Lima                       |                                                            |
| Derrota | 7–1–1  | Fernando Bruno            | Decisão (unânime)       | 300 Sparta 5 Grand Prix                     | 04/02/2014 | 2     | 5:00  | Lima                       | Semi final do Grand Prix dos penas.                        |
| Vitória | 7–0–1  | Marco Anatoly             | Nocaute técnico (socos) | 300 Sparta 5 Grand Prix                     | 04/02/2014 | 2     | N/A   | Lima                       | Quartas de Final do Grand Prix dos penas.                  |
| Vitória | 6–0–1  | Missael Silva de Souza    | Nocaute técnico (socos) | Show Fighting Enterprise 2                  | 30/11/2013 | 2     | 2:25  | Quito                      |                                                            |
| Vitória | 5–0–1  | Joel Iglesias             | Nocaute técnico (socos) | Inka FC 24                                  | 23/10/2013 | 2     | 3:29  | Lima                       |                                                            |
| Vitória | 4–0–1  | Jorge Enciso              | Finalização (mata leão) | 300 Sparta MMA 4                            | 10/10/2013 | 1     | 4:25  | Lima                       |                                                            |
| Empate  | 3–0–1  | Gonzalo Vallejo           | Empate (majoritário)    | 300 Sparta MMA 2                            | 17/07/2013 | 3     | 5:00  | Lima                       |                                                            |
| Vitória | 3–0    | Emiliano Nielli           | Finalização (mata leão) | Inka FC 21                                  | 19/05/2013 | 3     | 0:00  | Lima                       |                                                            |
| Vitória | 2–0    | Jorge Luis Figueroa Duran | Decisão (unânime)       | 300 Sparta MMA 1                            | 24/04/2013 | 3     | 5:00  | Lima                       |                                                            |
| Vitória | 1–0    | Arturo Frias              | Finalização (mata leão) | Inka FC 19                                  | 12/12/2012 | 1     | 2:28  | Lima                       | Estreia nos Penas.                                         |